# Jochen Mass
Jochen Richard Mass ou apenas Jochen Mass (Dorfen, 30 de setembro de 1946 – Cannes, 4 de maio de 2025) foi um automobilista alemão de Fórmula 1.
Participou de 105 corridas, tendo estreado em 14 de julho de 1973. Ganhou seu primeiro (e único) GP no Grande Prêmio da Espanha de 1975, não fez nenhuma pole position, conquistou 8 pódios 2 voltas mais rápidas e marcou 71 pontos em sua carreira.
Nos treinos para o Grande Prêmio da Bélgica de 1982, faltando dez minutos para o término do treino classificatório, o canadense Gilles Villeneuve da Ferrari não conseguiu desviar e acertou o pneu traseiro do March número 17 do piloto alemão que estava lento naquele momento. Com o toque, o carro número 27 do piloto canadense deu várias voltas ao ar fazendo com que Villeneuve fosse lançado contra a cerca de proteção do circuito. O austríaco Niki Lauda disse ao jornal Blick da Suíça, que Jochen Mass deveria se responsabilizar com parte da culpa pelo acidente que se envolveu com o piloto canadense.
- "Esse não foi um acidente normal e Mass não pode ser totalmente inocentado", afirmou Lauda: "Depois de ver o canadense pelo espelho retrovisor, Jochen Mass deveria ter ficado onde estava, ou seja, no meio da pista. Assim como ocorre em uma estrada, ninguém deve mudar de pista no último momento quando vê alguém muito mais rápido vindo de trás. Não quero começar uma polêmica, mas depois da suspensão de Riccardo Patrese e da ameaça de levá-lo aos tribunais pelo acidente em que morreu Ronnie Peterson, em Monza, em 1978, não podemos permanecer completamente calados sobre esta ação certamente infeliz de Jochen Mass" Mass foi inocentado pelo acidente.
No Grande Prêmio da França de 1982, na 11ª volta, um grave acidente havia agitado o autódromo, envolvendo o piloto alemão da March. Doze feridos sem gravidade, dos quais algumas pessoas com queimaduras de segundo grau, foi o saldo do acidente. Mass, que se chocou com o italiano Mauro Baldi da Arrows ao completar a longa reta do Mistral e entrar na curva de Signes, parou com seu carro - depois de passar por grande quantidade de pneus velhos e pelo guard rail - numa série de alambrados, onde se havia instalado parte do público. Oportunamente, os obstáculos encontrados conseguiram frear o impulso do carro, que saiu da pista a uma velocidade de 275 km/h aproximadamente. Com o acidente que se envolveu com o piloto canadense três meses antes, Mass ficou muito assustado com mais esse e decidiu largar a F1 .
Desse ponto em diante no automobilismo ingressou no grupo-C de esportes-protótipo onde fez sucesso ao se tornar piloto da bem sucedida equipe de fábrica da Porsche. Subiu ao pódio no seu ano de estreia em 1982. Participou no campeonato de resistência anual. Por fim conseguiu sua primeira e única vitória em Le Mans com a equipe Sauber em 1989.

## Morte
Mass morreu em Cannes, França, em 4 de maio de 2025, devido a complicações de um derrame que sofreu em fevereiro do mesmo ano.

## Fórmula 1[6]
(legenda) (Corridas em itálico indica volta mais rápida)
| Ano  | Equipe                         | Chassis       | Motor                | 1         | 2         | 3         | 4         | 5         | 6         | 7         | 8         | 9         | 10        | 11        | 12        | 13        | 14        | 15        | 16        | 17        | Pontos | Posição  |
| ---- | ------------------------------ | ------------- | -------------------- | --------- | --------- | --------- | --------- | --------- | --------- | --------- | --------- | --------- | --------- | --------- | --------- | --------- | --------- | --------- | --------- | --------- | ------ | -------- |
| 1973 | Team Surtees                   | Surtees TS14A | Ford Cosworth DFV V8 | ARG       | BRA       | RSA       | ESP       | BEL       | MON       | SWE       | FRA       | GBR Ret F | NED       | ALE 7º F  | AUT       | ITA       | CAN       | EUA Ret F |           |           | 0      | NC (23º) |
| 1974 | Team Surtees                   | Surtees TS16  | Ford Cosworth DFV V8 | ARG Ret F | BRA 17º F |           |           |           |           |           |           |           |           |           |           |           |           |           |           |           | 0      | NC (23º) |
| 1974 | Bang & Olufsen Team Surtees    | Surtees TS16  | Ford Cosworth DFV V8 |           |           | AFS Ret F | ESP Ret F | BEL Ret F | MON DNS F | SUE Ret F | HOL Ret F | FRA Ret F | GBR 14º F | ALE Ret F | AUT       | ITA       |           |           |           |           | 0      | NC (23º) |
| 1974 | Yardley Team McLaren           | McLaren M23   | Ford Cosworth DFV V8 |           |           |           |           |           |           |           |           |           |           |           |           |           | CAN 16º G | EUA 7º G  |           |           | 0      | NC (23º) |
| 1975 | Marlboro Team Texaco           | McLaren M23   | Ford Cosworth DFV V8 | ARG 14º G | BRA 3º G  | AFS 6º G  | ESP 1º1 G | MON 6º G  | BEL Ret G | SUE Ret G | HOL Ret G | FRA 3º G  | GBR 7º G  | ALE Ret G | AUT 4º1 G | ITA Ret G | EUA 3º G  |           |           |           | 20     | 8º       |
| 1976 | Marlboro Team McLaren          | McLaren M23   | Ford Cosworth DFV V8 | BRA 6º G  | AFS 3º G  | USW 5º G  | ESP Ret G | BEL 6º G  | MON 5º G  | SUE 11º G | FRA 15º G | GBR Ret G | ALE 3º G  | AUT 7º G  | HOL 9º G  | ITA Ret G | CAN 5º G  | USE 4º G  | JAP Ret G |           | 19     | 9º       |
| 1977 | Marlboro Team McLaren          | McLaren M23   | Ford Cosworth DFV V8 | ARG Ret G | BRA Ret G | AFS 5º G  | USW Ret G | ESP 4º G  | MON 4º G  | BEL Ret G | SUE 2º G  | FRA 9º G  |           |           |           |           |           |           |           |           | 25     | 6º       |
| 1977 | Marlboro Team McLaren          | McLaren M26   | Ford Cosworth DFV V8 |           |           |           |           |           |           |           |           |           | GBR 4º G  | ALE NQ G  | AUT 6º G  | HOL Ret G | ITA 4º G  | USE Ret G | CAN 3º G  | JAP Ret G | 25     | 6º       |
| 1978 | ATS Racing Team                | ATS HS1       | Ford Cosworth DFV V8 | ARG 11º G | BRA 7º G  | AFS Ret G | USW Ret G | MON NQ G  | BEL 11º G | ESP 9º G  | SUE 13º G | FRA 13º G | GBR NC G  | ALE Ret G | AUT NQ G  | HOL NQ G  |           |           |           |           | 0      | NC (24º) |
| 1979 | Warsteiner Arrows Racing Team  | Arrows A1B    | Ford Cosworth DFV V8 | ARG 8º G  | BRA 7º G  | AFS 12º G | USW 9º G  | ESP 8º G  | BEL Ret G | MON 6º G  |           |           |           |           |           |           |           |           |           |           | 3      | 18º      |
| 1979 | Warsteiner Arrows Racing Team  | Arrows A2     | Ford Cosworth DFV V8 |           |           |           |           |           |           |           | FRA 15º G | GBR Ret G | ALE 6º G  | AUT Ret G | HOL 6º G  | ITA Ret G | CAN NQ G  | USA NQ G  |           |           | 3      | 18º      |
| 1980 | Warsteiner Arrows Racing Team  | Arrows A3     | Ford Cosworth DFV V8 | ARG Ret G | BRA 10º G | AFS 6º G  | USW 7º G  | BEL Ret G | MON 4º G  | FRA 10º G | GBR 13º G | ALE 8º G  | AUT NQ G  | HOL DNS G | ITA       | CAN 11º G | USE Ret G |           |           |           | 4      | 17º      |
| 1982 | March Grand Prix Team          | March 821     | Ford Cosworth DFV V8 | AFS 12º P | BRA 8º P  | USW 8º P  | SMR       | BEL Ret P |           |           |           |           |           |           |           |           |           |           |           |           | 0      | NC (28º) |
| 1982 | Rothmans March Grand Prix Team | March 821     | Ford Cosworth DFV V8 |           |           |           |           |           | MON NQ A  | USE 7º A  | CAN 11º A | HOL Ret A | GBR 10º A | FRA Ret A | GER       | AUT       | SUI       | ITA       | LVS       |           | 0      | NC (28º) |

- ↑1  Foi atribuído metade dos pontos, porque o número de voltas não alcançou 75% de sua distância percorrida.

## 24 Horas de Le Mans[7]
| Ano  | Equipe                              | Nº | Co-Pilotos                       | Chassi                              | Pneus | Classe | Voltas | Posição Na Classe | Geral |
| Ano  | Equipe                              | Nº | Co-Pilotos                       | Motor                               | Pneus | Classe | Voltas | Posição Na Classe | Geral |
| ---- | ----------------------------------- | -- | -------------------------------- | ----------------------------------- | ----- | ------ | ------ | ----------------- | ----- |
| 1972 | Ford Motor Company Deutschland      | 53 | Hans Joachim Stuck               | Ford Capri 2600RS                   | D     | TS 3.0 | 152    | DNF               | DNF   |
| 1972 | Ford Motor Company Deutschland      | 53 | Hans Joachim Stuck               | Ford 3.0L V6                        | D     | TS 3.0 | 152    | DNF               | DNF   |
| 1978 | Martini Racing Porsche System       | 5  | Jacky Ickx Henri Pescarolo       | Porsche 936/78                      | D     | S +2.0 | 255    | DNF               | DNF   |
| 1978 | Martini Racing Porsche System       | 5  | Jacky Ickx Henri Pescarolo       | Porsche Type-935 2.1L Turbo Flat-6  | D     | S +2.0 | 255    | DNF               | DNF   |
| 1981 | Porsche System                      | 12 | Vern Schuppan Hurley Haywood     | Porsche 936                         | D     | S +2.0 | 312    | 2º                | 12º   |
| 1981 | Porsche System                      | 12 | Vern Schuppan Hurley Haywood     | Porsche Type-935 2.6L Turbo Flat-6  | D     | S +2.0 | 312    | 2º                | 12º   |
| 1982 | Rothmans System                     | 2  | Vern Schuppan                    | Porsche 956                         | D     | C      | 356    | 2º                | 2º    |
| 1982 | Rothmans System                     | 2  | Vern Schuppan                    | Porsche Type-935 2.6L Turbo Flat-6  | D     | C      | 356    | 2º                | 2º    |
| 1983 | Rothmans Porsche                    | 2  | Stefan Bellof                    | Porsche 956                         | D     | C      | 281    | DNF               | DNF   |
| 1983 | Rothmans Porsche                    | 2  | Stefan Bellof                    | Porsche Type-935 2.6L Turbo Flat-6  | D     | C      | 281    | DNF               | DNF   |
| 1985 | Rothmans Porsche                    | 1  | Jacky Ickx                       | Porsche 962C                        | D     | C1     | 348    | 10º               | 10º   |
| 1985 | Rothmans Porsche                    | 1  | Jacky Ickx                       | Porsche Type-935 2.6 L Turbo Flat-6 | D     | C1     | 348    | 10º               | 10º   |
| 1986 | Rothmans Porsche                    | 2  | Bob Wollek Vern Schuppan         | Porsche 962C                        | D     | C1     | 180    | DNF               | DNF   |
| 1986 | Rothmans Porsche                    | 2  | Bob Wollek Vern Schuppan         | Porsche Type-935 2.6L Turbo Flat-6  | D     | C1     | 180    | DNF               | DNF   |
| 1987 | Rothmans Porsche AG                 | 18 | Bob Wollek Vern Schuppan         | Porsche 962C                        | D     | C1     | 16     | DNF               | DNF   |
| 1987 | Rothmans Porsche AG                 | 18 | Bob Wollek Vern Schuppan         | Porsche Type-935 3.0L Turbo Flat-6  | D     | C1     | 16     | DNF               | DNF   |
| 1988 | Team Sauber Mercedes                | 61 | Mauro Baldi James Weaver         | Sauber C9                           | M     | C1     | -      | DNS               | DNS   |
| 1988 | Team Sauber Mercedes                | 61 | Mauro Baldi James Weaver         | Mercedes-Benz M117 5.0L Turbo V8    | M     | C1     | -      | DNS               | DNS   |
| 1989 | Team Sauber Mercedes                | 63 | Manuel Reuter Stanley Dickens    | Sauber C9                           | M     | C1     | 389    | 1º                | 1º    |
| 1989 | Team Sauber Mercedes                | 63 | Manuel Reuter Stanley Dickens    | Mercedes-Benz M119 5.0L Turbo V8    | M     | C1     | 389    | 1º                | 1º    |
| 1991 | Team Sauber Mercedes                | 1  | Jean-Louis Schlesser Alain Ferté | Mercedes-Benz C11                   | G     | C2     | 319    | DNF               | DNF   |
| 1991 | Team Sauber Mercedes                | 1  | Jean-Louis Schlesser Alain Ferté | Mercedes-Benz M119 5.0L Turbo V8    | G     | C2     | 319    | DNF               | DNF   |
| 1995 | West Competition David Price Racing | 49 | John Nielsen Dr. Thomas Bscher   | McLaren F1 GTR                      | G     | GT1    | 131    | DNF               | DNF   |
| 1995 | West Competition David Price Racing | 49 | John Nielsen Dr. Thomas Bscher   | BMW S70 6.1L V12                    | G     | GT1    | 131    | DNF               | DNF   |